# Lepidoscia
Lepidoscia är ett släkte av fjärilar. Lepidoscia ingår i familjen säckspinnare.

## Dottertaxa tillLepidoscia, i alfabetisk ordning[1]
- Lepidoscia amphiscia
- Lepidoscia arctiella
- Lepidoscia barysema
- Lepidoscia chloropetala
- Lepidoscia chrysastra
- Lepidoscia comochora
- Lepidoscia desmophthora
- Lepidoscia euriptola
- Lepidoscia globigera
- Lepidoscia herbicola
- Lepidoscia lainodes
- Lepidoscia macalisteri
- Lepidoscia magnella
- Lepidoscia magnifica
- Lepidoscia melanogramma
- Lepidoscia melitora
- Lepidoscia microsticha
- Lepidoscia monosticha
- Lepidoscia monozona
- Lepidoscia muricolor
- Lepidoscia niphopasta
- Lepidoscia palleuca
- Lepidoscia placoxantha
- Lepidoscia polychrysa
- Lepidoscia punctiferella
- Lepidoscia raricoma
- Lepidoscia sciodesma
- Lepidoscia strigulata
- Lepidoscia tetraphragma
- Lepidoscia trileuca
- Lepidoscia tyrobathra